# وینسنت جیگانته
وینسنت جیگانته (انگلیسی: Vincent Gigante؛ ‏ ۲۹ مارس ۱۹۲۸ – ۱۹ دسامبر ۲۰۰۵) بوکسور پیشین، گانگستر و مابین سال‌های ۱۹۸۱ تا ۲۰۰۵ رئیس تبهکاران خانواده جینوویسه در نیویورک بود.